# Левон IV
Левон IV Хетумян известный также как Левон III (1289 — † 1307) — король Киликийской Армении. Происходил из династии Хетумидов (Хетумян)

## Биография
Левон родился в 1289 году в семье Тороса III из династии Хетумидов (Хетумян) и Маргариты Лузиньян.
В 1301 году король Киликии Хетум II отрекается от короны в пользу своего малолетнего племянника Левона, сына его брата Тороса. При этом Хетум остался у власти, став регентом несовершеннолетнего короля. В 1305 году, чуть повзрослев Левон женится на кузине Агнесе Лузиньян, а уже в следующем году 30 июля 1306 года проходит официальная коронация Левона, в качестве короля Киликийского армянского царства. Внутренняя политика Левона, была продолжением курса латинизации страны, начатой его дядей и регентом Хетумом. Ошибочно полагая, что армянское государство может положиться на помощь папы, настаивал на унии с католической церковью. С этой целью, 19 марта 1307 года, он созвал церковный собор в Сисе, и заставил его обратиться к папе за унией. Ввиду того, что только царский двор и католикос были за унию, решение собора вызвало серьёзное сопротивление среди народа и духовенства, а попытки воплотить в жизнь решения собора привели к кровавым столкновениям внутри страны.
Полная ориентация на запад, отразилась и во внешней политике. Одним из первых и наиболее важных распоряжений Левона, в качестве единоличного правителя государства, является указ от 20 мая 1307 года. Согласно указу, король предоставлял торговые льготы и привилегии венецианским купцам. В том же году 17 ноября, молодой король и его дядя Хетум II, возле крепости Аназарб попадают в западню устроенную монгольским военачальником, в результате чего оба погибают.

## Семья
жена:Агнеса Лузиньян
дети: нет